# Småsjöarna (Vilhelmina socken, Lappland, 723883-151081)
Småsjöarna är en sjö i Vilhelmina kommun i Lappland och ingår i Ångermanälvens huvudavrinningsområde. Sjön har en area på 0,0956 kvadratkilometer och ligger 460,8 meter över havet.

## Delavrinningsområde
Småsjöarna ingår i det delavrinningsområde (723853-150959) som SMHI kallar för Mynnar i Småsjöarna. Medelhöjden är 483 meter över havet och ytan är 1,14 kvadratkilometer. Det finns inga avrinningsområden uppströms utan avrinningsområdet är högsta punkten. Vattendraget som avvattnar avrinningsområdet har biflödesordning 4, vilket innebär att vattnet flödar genom totalt 4 vattendrag innan det når havet efter 393 kilometer. Avrinningsområdet består mestadels av skog (87 procent). Avrinningsområdet har 0,11 kvadratkilometer vattenytor vilket ger det en sjöprocent på 9,7 procent.